# دانا جوت
دانا جوت أو دانا قوث (بالألمانية: Dana Guth) هي سياسية ألمانية وعضو في حزب البديل من أجل ألمانيا (AFD)، شاركت في انتخابات برلمان ساكسونيا أو ما تُعرف بصَاقِسُ: ( هي ولاية ألمانية اتحادية حبيسة تحد ولايات براندنبورغ وساكسونيا أنهالت وتورينغن وبافاريا وتقع على الحدود مع بولندا ومع جمهورية التشيك في أقاليم كارلوفي فاري وليبيريتس وأوستي ناد لابم. كانت قبل الوحدة الألمانية إحدى أهم ولايات جمهورية ألمانيا الديمقراطية. عاصمتها درسدن وأكبر مدنها لايبزيغ ) السفلى في عام 2017. انضمت للبرلمان كمرشح بارز عن حزبها ومنذ ذلك الحين و هي رئيسة الكتلة البرلمانية لحزب البديل من أجل ألمانيا (AFD) في برلمان لولاية ساكسونيا السفلى، ومنذ السابع من أبريل (نسيان) لعام 2018 تشغل دانا قوث منصب رئيسة حزب البديل من أجل ألمانيا في ولاية ساكسونيا السفلى.

## حياتها
بعد إتمام المرحلة الثانوية درست دانا جوت علوم القانون في جامعة جامعة غوتينغن ثم توقفت عن الدراسة بعد عامين. وبعد ذلك أتمت تدريب مهني يتعلق بالأعمال التجارية واجتازت امتحان كفاءة ممارسة مهنة المدرب. ومنذ عام 1996 تعمل جوت كوسيط مستقل للعقارات والتأمينات بشكل مجتهد.

### حياتها الشخصية
جوت متزوجة وتقطن في بلدة هرتسبرغ آم هارتس بسكسونيا السفلى ولديها طفلان.

## حياتها السياسية
انضمت دانا إلى حزب البديل من أجل ألمانيا في عام 2016 وفي السنة ذاتها تم انتخابها لرئاسة دائرة في إقليم غوتينغن. في شهر مارس (آذار) لعام 2017 ترشحت جوت بدون جدوى ضد أرمن باول هامبل لرئاسة مقر حزب البديل من أجل ألمانيا في ولاية ساكسونيا السفلى، والتي فيها تم اعتبارها بأنها ناقدة للحزب داخليا. في شهر أغسطس (أب) لعام 2017 تمكنت جوت من الفوز على مايك شميتز في اقتراع اختيار العضو البديل البارز ليمثل الحزب في برلمان ولاية ساكسونيا السفلى، وذلك يُعد خسارة لأرمن في أول صراع داخلي بينهما على سلطة الحزب، و بعد دخولها لبرلمان الولاية انتخبها التكتل البرلماني للحزب لرئاسة التكتل.
في نهاية شهر سبتمبر (أيلول) لعام 2017 تم استبعاد دانا من التكتل البرلماني لحزب البديل من أجل ألمانيا في مجلس إدارة مركز غوتينغن، حيث أوضحت محكمة القضاء الإداري في غوتينغن في التاسع من أكتوبر (تشرين الأول) لعام 2017 أن السبب هو عدم النفع حيث لم يلتزم التكتل البرلماني بلائحة المهلة الزمنية المنصوص عليها في النظام الداخلي، وفي الثامن من نوفمبر (تشرين الثاني) لعام 2017 تم استبعاد جوت من التكتل البرلماني مجددا.
و فازت على منافسها أرمن باول هامبل بعد نزاعات داخلية طويلة في الحزب وفي شهر أبريل (نيسان) لعام 2018 أصبحت رئيسة حزب البديل من أجل ألمانيا في ولاية ساكسونيا السفلى.

## مواقفها السياسية

### في السياسة التعليمية
وفقاً لجوت فإن الأطفال ذوو حالات خاصة في التعليم يتلقون دعما فقط في مدارس ذوي الاحتياجات الخاصة، أينما يكن الفصل العادي تتراوح كثافته الطلابية ما بين 25 و 30 طالبا ومع ذلك لا يستطيع المعلم تحمل ذلك، كما أن جوت تؤيد إلغاء تعليم اللغة الإنجليزية من المدارس الابتدائية حيث في واقع الأمر لا يتحدث جميع طلاب المرحلة الابتدائية اللغة الألمانية بشكل صحيح.

### في السياسة الاقتصادية
أكدت جوت أنها تولي الزراعة أولوية في اهتماماتها السياسية وصرحت قائلة «نريد اتحاد أوروبي أقل ونريد بيروقراطية أقل» وذلك كان خلال النزاع حول المكانة الأعلى في قائمة حزب البديل من أجل ألمانيا بمناسبة انتخابات برلمان ولاية ساكسونيا السفلى لعام 2017.“
بالنسبة إلى جوت فإن معظم فرص العمل في ولاية ساكسونيا السفلى تتعلق بمجموعة شركات سيارات فولكسفاجن لذلك من المهم أن تظل موجودة وأن يتم الحفاظ عليها. وفيما يتعلق بفضيحة انبعاثات الغاز من سيارات فولكس فاجن أوضحت جوت أنه لا يسمح للمرء تحت أية ظروف أن يدين أية «تقنيات آلية التحريك».

### في سياسة البناء والطاقة
صرحت جوت أنه يجب تحسين وسائل المواصلات المحلية في المناطق الضعيفة البنية في ولاية ساكسونيا السفلى.
جوت ليس لديها شيئا حيال مزراع الرياح والهضم الاهوائي، أما عن إنهاء استخدام الطاقة النووية في توليد الكهرباء فذلك له عواقبه، حيث سترتفع قيمة الكهرباء أكثر وسيكون الناس محرومين من إمدادات الطاقة لأنهم لن يستطيعوا دفع نفقاتها، حيث أنها تؤيد الطاقة النووية والفحم والغاز.

### في سياسة المهاجرين
دانا جوت ليس لديها أية معارضة أن تعمل الشرطة في ولاية ساكسونيا السفلى أكثر، ومع ذلك يتوجب على المرء البحث عن «العلل» حيث أن الجرائم ستوجه «صوب المهاجرين واللاجئين وما شابه»، أما عن هؤلاء الجناة يجب أن يتم ترحيلهم.

## وصلات خارجية
- السيرة الذاتية وصور لدانا جوت على موقع حزب البديل من أجل ألمانيا (بالغة الألمانية)